# Mohammad Samimi
Mohammad Samimi (ur. 29 marca 1987 w Szahr-e Kord) – irański lekkoatleta, dyskobol.

## Osiągnięcia
- mistrzostwo Azji w kategorii juniorów (Makau 2006)
- srebrny medal mistrzostw świata juniorów (Pekin 2006)
- złoto Uniwersjady (Belgrad 2009)
- srebrny medal mistrzostw Azji (Guangdong 2009)
- brąz igrzysk azjatyckich (Kanton 2010)
- srebrny medal mistrzostw Azji (Pune 2013)
- srebrny medal igrzysk solidarności islamskiej (Palembang 2013)
- brąz mistrzostw Azji (Wuhan 2015)

Dyskobolami są również jego bracia: Abbas i Mahmoud.

## Rekordy życiowe
- rzut dyskiem – 65,46 (2014)